# Manfred Hölzlein
Manfred Hölzlein (* 29. April 1942 in Passau) ist ein deutscher Jurist und Politiker (CSU). Er war von 1998 bis 2013 Präsident des Bezirkstags von Niederbayern.

## Leben
Nach einem Studium der Rechtswissenschaften war er Richter am Amtsgericht Landshut, von Oktober 1998 bis 2002 dann Oberstaatsanwalt bei der Staatsanwaltschaft Landshut.
Seine politische Laufbahn begann 1960 mit dem Eintritt in die Junge Union, ein Jahr darauf trat er in die CSU ein. Von 1965 bis 1977 war er stellvertretender Bezirksvorsitzender der Jungen Union Niederbayern und von 1969 bis 1977 Mitglied des Landesvorstandes der Jungen Union Bayern. Ein erstes politisches Mandat übernahm er 1972 im Stadtrat von Landshut, wo er von 1990 bis 1998 den Vorsitz der CSU-Fraktion innehatte.
1974 zog er auch in den Bezirkstag von Niederbayern ein. Dort war er von 1994 bis 1998 Vorsitzender der CSU-Fraktion. 1998 wurde er zum Bezirkstagspräsidenten gewählt und bekleidete dieses Amt bis 2013. Von 2003 bis 2013 war er außerdem Präsident des Bayerischen Bezirketages (bis 2013: Verband der bayerischen Bezirke).
Von 1972 bis 1985 war er 1. Vorsitzender der Spielvereinigung Landshut. Er war auch mehrfach aktiver Teilnehmer der Landshuter Hochzeit.

## Auszeichnungen
- Oktober 1990: Kommunale Verdienstmedaille in Bronze
- Oktober 1996: Bundesverdienstkreuz am Bande
- September 2000: Kommunale Verdienstmedaille in Silber
- Dezember 2005: Bayerische Verfassungsmedaille in Silber
- Juli 2006: Bayerischer Verdienstorden
- 24. März 2011: Verdienstkreuz 1. Klasse des Verdienstordens der Bundesrepublik Deutschland[1]
- 2012: Goldener Ehrenring der Stadt Landshut